# Суслова, Ирина Марковна
Ири́на Ма́рковна Су́слова (урожд. Ираи́да Ма́рковна Сысу́ева; 1 августа 1910, Москва, РСФСР, СССР — 2014) — советский и российский библиотековед, преподавательница и специалистка в области библиотечного менеджмента.

## Биография
Родилась 1 августа 1941 года в Рязани. В 1957 году поступила в МГБИ, который она окончила в 1962 году. В 1962 году была принята на работу в НТБ НИИ радио, где проработала вплоть до 1969 года. В 1969 году была принята на работу в ГБЛ, где она работала в научно-исследовательском отделе вплоть до 1981 года. В 1981 году перешла на работу в МГИК, где она занимала должность преподавателя и доцента кафедры библиотековедения, а с 1992 года занимала должность профессора.
Скончалась в 2014 году.

## Научные работы
Основные научные работы посвящены вопросам менеджмента и маркетинга в сфере библиотечной деятельности. Автор свыше 150 научных работ, 20 книг, а также терминологического словаря «Библиотечное дело» (1986). Учебник «Менеджмент библиотечно-информационной деятельности» (СПб.: Профессия, 2009. — 600 с.), написанный совместно с профессором В.К. Клюевым, явился первым профилированным учебником по библиотечному менеджменту для вузов культуры и искусств.
- Суслова И.М. Проект четвертого выпуска "Словаря библиотечных терминов" // Советское библиотековедение. 1975. № 1. С. 95-96.
- Суслова И.М., Уланова Л.Н. Отражение проблем терминологии в новом издании словаря // Советское библиотековедение. 1985. № 2. С. 60-67.
- Суслова И.М. Библиотечный менеджер: требования к личности // Научные и технические библиотеки. 1993. № 7. С. 32-43.
- Суслова И.М. Терминологическая система библиотековедения : Автореф. дис. на соиск. учен. степени канд. пед. наук : (05.25.03) / Моск. гос. ин-т культуры. Москва, 1977.  16 с.
- Суслова И. М. Основы библиотечного менеджмента. М. : Изд-во Либерия, 2000. 230 с.
- Суслова, И. М. Менеджер библиотеки: требования к профессии и личности. М. : Профиздат : Изд-во Мос. гос. ун-та культуры и искусств, 2001. 132 с.
- Суслова И.М., Злотникова З. И. Проектная деятельность библиотек : научно-практическое пособие. Москва : Фаир-пресс, 2005. 175 с.